# 毛鬚海龍
毛鬚海龍（学名：Urocampus carinirostris），為輻鰭魚綱棘背魚目海龍魚科的其中一種，分布於西太平洋區的巴布亞紐幾內亞及澳洲半鹹水水域，棲息深度可達3公尺，體長可達10公分，棲息在河口區的水藻叢，卵胎生。